# أكاديمية الفنون الجميلة بكرارا
أكاديمية الفنون الجميلة بكرارا (بالإيطالية: Accademia di Belle Arti di Carrara) هي مدرسة فنون إيطالية تقع في كرارا، توسكانا. تأسست في 26 سبتمبر 1769 من قبل ماريا تيريزا ماريا ماليسينا، دوقة ماسا وأميرة كرارا، ولكن يعود أصلها إلى عام 1757، عندما قامت بناءً على نصيحة النحات جيوفاني دومينيكو أوليفيري، بتأسيس أكاديمية San Ceccardo التي يعلموا فيها فن النحت والعمارة والرسم.
مثل الأكاديميات الأخرى في إيطاليا، أصبحت مستقلة بعد القانون رقم 508 المؤرخ 21 ديسمبر 1999، وبالاعتماد على وزارة التعليم والبحث الإيطالية (Ministerodell'istruzione, dell'università e della ricerca).